# الدندر للطيران
الدندر للطيران هي شركة طيران سودانية خاصة، تأسست في عام 1992، وبدأت الشركة نشاطها بطائرتين من طراز سيسنا 210 وسيسنا 404 و طائرة ليت إل-410 تربوليت قبل أن يتم إضافة ثلاثة طائرات من طراز أنتنوف 28.
تعمل الدندر للطيران بتنسيق مع شركة تاركو للطيران تحت مظلة تاركو للحلول المتكاملة الشركة القابضة، وهي تُشغل رحلات الشحن المحلية والدولية، وأيضاً بعض رحلات الركاب، وتتخذ من مطار الخرطوم الدولي مركزاً لعملياتها.